# EKW C-35
L'EKW C-35 era un biplano da ricognizione sviluppato dall'azienda svizzera Eidgenössischen Konstruktionswerkstätten (EKW) negli anni trenta ed utilizzato dalle Forze aeree svizzere fino agli anni cinquanta.

## Storia del progetto
Nel 1927 le autorità svizzere ottenuto una licenza per la produzione del ricognitore biplano Fokker C.Ve da utilizzare nella propria forza aerea. Gli accordi prevedevano la realizzazione di 48 esemplari, 24 dei quali costruiti negli stabilimenti Eidgenössischen Konstruktionswerkstätten (EKW) a Thun, i restanti 24 in quelli della AG für Dornier-Flugzeuge (Doflug) ad Altenrhein I tecnici EKW sfruttarono l'esperienza acquisita nell'operazione per sviluppare una variante locale del modello olandese, in previsione di affiancare e poi sostituire il precedente ricognitore armato già operativo nei reparti delle Forze aeree svizzere. Nel 1935 l'EKW presenta alla commissione esaminatrice due prototipi, il C-35 biplano ed il pari ruolo monoplano C-36. Il C-35 rispose alle specifiche richieste e, dopo l'emissione di un ordine pari a 40 esemplari, nel 1936 ne venne avviata la produzione in serie.

## Tecnica
Il C-35 era un biplano dall'impostazione classica. La fusoliera presentava due abitacoli in tandem, l'anteriore per il pilota ed il posteriore, dotato di mitragliatrice da 7,5 mm brandeggiabile da difesa, per l'osservatore. Posteriormente terminava in un impennaggio classico cruciforme e monoderiva dotato di piani orizzontali controventati. La configurazione alare era biplano-sesquiplana, ovvero con l'ala inferiore di minore apertura della superiore, con la stessa traslata leggermente verso la parte posteriore. Le due ali erano collegate tra loro da due montanti tubolari "ad N" per lato in prossimità delle estremità, integrati da tiranti in cavetto d'acciaio ed alla fusoliera da una struttura centrale anch'essa tubolare. Il carrello d'atterraggio era un triciclo classico, fisso ed ammortizzato, con le ruote anteriori in alcuni esemplari dotate di una carenatura semiavvolgente, integrato posteriormente da un ruotino d'appoggio anch'esso ammortizzato. La propulsione era affidata ad un 12 cilindri a V Hispano-Suiza HS-77 raffreddato a liquido, versione locale prodotta su licenza del francese Hispano-Suiza 12Y, capace di 860 CV (633 kW). L'armamento era basato, oltre che sulla brandeggiabile, da 2 altre mitragliatrici calibro 7,5 mm posizionate sulle semiali integrate da un cannoncino automatico calibro 20 mm posizionato nel mozzo dell'elica.

### Impiego operativo
Il primo esemplare venne consegnato ai reparti nel maggio 1937, e l'ordine venne completamente evaso alla fine del 1938. Successivamente, per completare il parco volante necessario, venne emesso un altro ordine per 8 esemplari e pezzi di ricambio, i quali furono prodotti tra il 1941 ed il 1942. Il C-35 venne rimosso dal servizio di prima linea nel 1943, sostituito dal F&W C-3603 e trasferito alle unità notturne, quindi ritirato definitivamente nel 1954.

## Utilizzatori
Svizzera
- Forze aeree svizzere

## Esemplari attualmente esistenti
- L'unico EKW C-35 presente in una struttura museale è esposto al pubblico presso il Flieger Flab Museum di Dübendorf, Svizzera.